# Zaira arrisor
Zaira arrisor is een vliegensoort uit de familie van de sluipvliegen (Tachinidae). De wetenschappelijke naam van de soort is voor het eerst geldig gepubliceerd in 1959 door Reinhard.